# EVTOL
Uma aeronave de decolagem e aterrissagem vertical elétrica (electric vertical take-off and landing ou eVTOL em inglês) é uma variedade de aeronaves VTOL (decolagem e aterrissagem vertical) que usa energia elétrica para pairar, decolar e pousar verticalmente. Essa tecnologia surgiu graças aos grandes avanços na propulsão elétrica (motores, baterias, células a combustível, controladores eletrônicos) e à crescente necessidade de novos veículos para mobilidade aérea urbana (táxi aéreo). Exemplos estão sendo desenvolvidos por empresas aeronáuticas como Boeing, Airbus, Embraer, Honda, Toyota, Hyundai e NASA.

## História
O conceito de aeronave eVTOL surgiu em 2009, quando um vídeo do conceito NASA Puffin eVTOL se tornou viral em 11 de novembro de 2009, mostrando uma renderização do conceito de uma única pessoa da tecnologia e do conceito em voo. Em seguida, o primeiro artigo Puffin na VFS Specialists Conference on Aeromechanics, em 9 de janeiro de 2010. Este conceito utilizou uma nova tecnologia desenvolvida na NASA chamada Distributed Electric Propulsion (DEP). Artigos adicionais do Puffin foram publicados em 13 de setembro na 10ª Conferência AIAA ATIO, NASA Puffin Electric Tailsitter Concept VTOL e Puffin Redundant Electric Powertrain System. Isto foi rapidamente seguido em 2011 por vários esforços da indústria, nomeadamente o AugustaWestland Project Zero (Itália), o Volocopter VC1 (Alemanha) e o Opener BlackFly (EUA). Foi oficialmente introduzido pela Vertical Flight Society e pelo American Institute of Aeronautics and Astronautics (AIAA) em 2014 durante o "Transformative Vertical Flight Concepts Joint Workshop on Enabling New Flight Concepts through Novel Propulsion and Energy Architectures" realizado na Virgínia.

### SPACs
Archer, Joby, Lilium e Vertical juntaram-se a empresas de aquisição de propósitos especiais (SPAC) para abrir o capital. A primeira foi a Archer Aviation, que anunciou simultaneamente um pedido de US$ 1.000.000.000 de mais de 200 aeronaves da United Airlines em fevereiro de 2021. A Archer também foi a primeira a revelar publicamente sua aeronave Maker pessoalmente naquele ano.

### Pedidos
Em janeiro de 2022, a Eve Air Mobility da Embraer assinou contratos com dezessete empresas para 1.735 pedidos de EVE eVTOLs, avaliados em US$ 5 bilhões.

## Tecnologia

### Mecanismos de voo
Muitos projetos operam sem asas. Multicopters normalmente usam braços radiais para hospedar os motores/hélices, como o Volcopter 2X ou o Jetson Aero .
Projetos de empuxo vetoriais mudam a direção do empuxo, vetorando o empuxo verticalmente para decolagem/aterrissagem e horizontalmente durante o cruzeiro. A asa inteira (tilt-wing) pode girar ou apenas os rotores (tilt-rotor). O Archer Maker, Lilium Jet, Joby S4, Volocopter 2X, Vertical Aerospace VA-X4 e Zuri 2.0 são naves de rotor inclinado. O ASML Aero Vertiia usa um híbrido que gira a parte de sustentação do rotor de seu design de asa de caixa fixa. Outra abordagem para vetorização de empuxo é usar flaps para desviar o ar vindo de um motor horizontal para baixo para criar sustentação. O Craft Aero se destaca por sua asa em forma de caixa que é fixada na parte inferior da fuselagem na parte frontal e na parte superior da fuselagem na parte traseira, apresentando uma forma de diamante quando vista de cima. O projeto inclui um gerador de turbina para maior alcance. Os vetores da Odys Aviation impulsionam seus 16 motores estendendo flaps que direcionam o ar para baixo na decolagem e na aterrissagem.

## Usos
A maioria das aeronaves civis eVTOL são projetadas para mobilidade aérea urbana, suas funções típicas são:

#### Táxi Aéreo

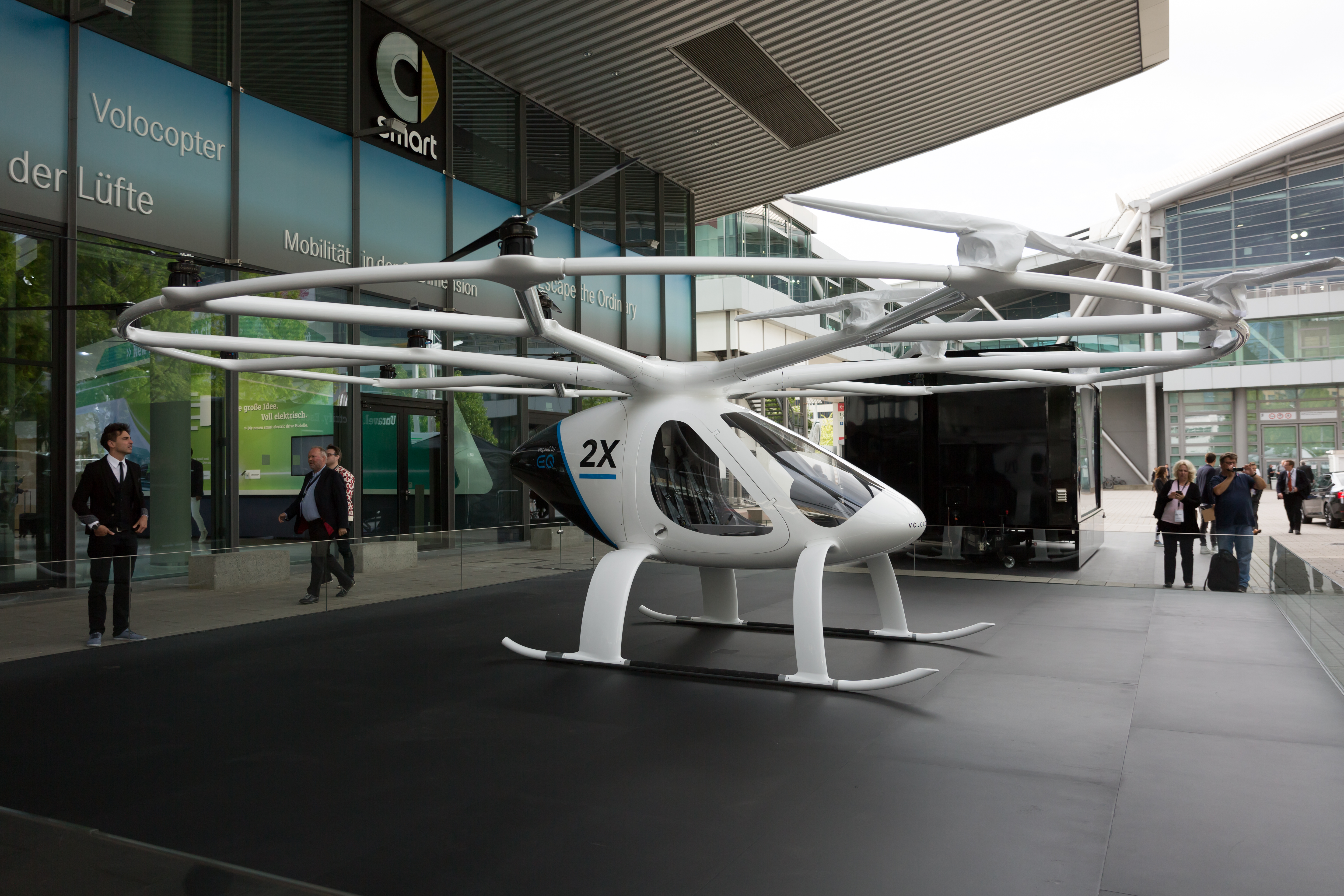
Volocopter 2X

Muitos conceitos de eVTOL são para aplicação de Táxi Aéreo. Por exemplo, a Pipistrel, parceira do Uber Elevate, está trabalhando no Pipistrel 801, um táxi aéreo de 5 lugares. Outro exemplo é a Volocopter, que propôs seu serviço de táxi aéreo chamado VoloCity, baseado no Volocopter 2X.

#### Entrega
A Alphabet, empresa de propriedade do Google, oferece um serviço de entrega eVTOL UAV desde 2020. Seus drones são capazes de voar até 100 km e transportar até 1,5 kg. A Amazon Air e a UPS são outras duas empresas que usam entrega por drone.

## Certificação

### Europa
Desde 2018, a Agência de Segurança da Aviação da União Europeia (EASA) trabalha na certificação dessas aeronaves. Em julho de 2019, eles publicaram o SC-VTOL-01: Condição Especial para aeronaves VTOL. Este documento estabeleceu os objetivos de segurança e design para aeronaves VTOL. Inclui uma seção especial para eVTOL.

### Estados Unidos
A Administração Federal de Aviação dos EUA (FAA) publicou um estudo em 2009 sobre recomendações gerais de aviação para os próximos 20 anos. Em particular, a Parte 23-Emenda 64 inclui eVTOL.